# Collège (Moyen Âge)
 (août 2013).
Si vous disposez d'ouvrages ou d'articles de référence ou si vous connaissez des sites web de qualité traitant du thème abordé ici, merci de compléter l'article en donnant les références utiles à sa vérifiabilité et en les liant à la section « Notes et références ».
Pour les articles homonymes, voir Collège (homonymie).
Les collèges médiévaux, de la fin du XIIe siècle au XVe siècle, étaient des établissements d'abord consacrés à l'assistance et à l'hébergement des étudiants pauvres. Ils ont par la suite évolué vers une activité d'enseignement.

## Les collèges en France et en Europe
Les collèges n’ont accueilli, dans les universités du XIIIe au XVe siècle, qu’une minorité d’étudiants. La proportion en 1450 est ainsi d'un étudiant sur 10 à Paris, 1 sur 6 à Cambridge et 1 sur 4 à Toulouse ; elle varie donc selon les villes, mais ne concerne toujours qu’une minorité d’étudiants. Les collèges ont pourtant joué un rôle important dans l'histoire universitaire. Ils sont à l’origine des lieux d’hébergement en faveur d’étudiants pauvres qui se trouvaient ainsi assurés du gîte et du couvert, mais qui fréquentaient les mêmes cours que les autres étudiants. Leurs fondateurs sont généralement des laïcs (rois, reines, grands aristocrates…) mais parfois aussi des ecclésiastiques. Ces fondations ont un objectif spirituel et charitable : assurer l’entretien de communautés estudiantines qui œuvreront pour le salut de l'âme des fondateurs. Leur nombre a été très variable selon les lieux et les villes. Du XIIIe au XVe siècle, une quarantaine de collèges sont créés à Paris, une douzaine à Cambridge et huit à Oxford et à Douai. Il y a eu des fondations assez nombreuses dans les villes universitaires méridionales, en particulier à Toulouse, mais aussi à Bologne, Montpellier et Avignon.
Par contre, les créations de collèges sont restées peu fréquentes dans les villes universitaires germaniques et d’une manière plus générale dans les villes d’Europe centrale. Au XIIIe siècle, les collèges accueillent souvent des étudiants en art ou en théologie, alors qu’aux XIVe – XVe siècles, les fondations s’adressent plus largement aux étudiants en droit ; cela est à mettre en rapport avec le succès des études de droit à la même époque. Les collèges vont progressivement devenir des lieux d’enseignement parallèlement aux universités, surtout au XVe siècle.

## Les premiers collèges, la genèse de l’institution
On n'emploie pas le mot de collège au XIIIe siècle ; ce mot n’a été introduit que tardivement. On parle plutôt de maison ou « d’hostel ». À Paris, leur apparition date de la fin du XIIe siècle, précédant celle de l’université.
Le mouvement de fondations de collèges est dû principalement à l’initiative de riches bienfaiteurs. Leur préoccupation est d’assurer l’existence matérielle des étudiants pauvres et de leur permettre de faire leurs études en leur garantissant un hébergement et une bourse. Ces petits collèges répondent à un besoin social. Ils n’ont pas laissé une documentation importante, seules des traces limitées nous sont parvenues.
L'un des plus anciens d'entre eux a été créé à Angers au tout début du XIIe siècle en 1116. Ce collège était destiné à 13 écoliers de la ville. À Paris, le plus ancien collège est le Collège des Dix-Huit fondé en 1180. Il est dû à l’initiative d’un marchand anglais, Josse de Londres qui lors de son retour de Jérusalem achète un local près des écoles de Notre-Dame et décide d'y loger 18 étudiants, faisant une donation à cette fin.
Ce modèle inspire d’autres riches bienfaiteurs comme le comte Robert de Dreux qui fonde en 1186 le collège Saint-Thomas ou bien encore des ecclésiastiques comme Robert d'Harcourt, archidiacre de Rouen qui fonde le collège d'Harcourt en 1280 pour des étudiants normands (24 au total) c’est-à-dire originaires de son pays natal. De la même manière, le cardinal de Cholet fonde lui-même le collège de Cholet destiné aux boursiers d’Amiens et de Roubaix.
Apparaissent également à Paris, dans la première moitié du XIIIe siècle, des collèges réguliers. Parmi ces collèges apparaissent les fondations des Mendiants. Des couvents-collèges (studia) sont fondés très tôt dès 1215-1219 à Paris. Ces établissements hébergent les Frères et disposent d’écoles. D’autres ordres religieux s’occupent de fonder des collèges : on peut citer le collège Saint-Bernard pour l’Ordre cistercien ou le collège de Cluny fondé en 1260.
Le cas particulier de la fondation de Robert de Sorbon : si certains collèges ne sont que de simples fondations destinées à loger quelques étudiants pauvres, d’autres ont des préoccupations plus larges qui sont à la fois religieuses et intellectuelles. C’est le cas pour la fondation de Robert de Sorbon. La création de cette fondation est difficile à dater, se situant entre 1255 et 1258. Robert de Sorbon, chapelain de Louis IX, réserve son collège à des séculiers, des étudiants en théologie au nombre d'une vingtaine et qui sont soumis à une discipline bien définie. Les statuts de 1270 imposent les repas en commun, une assistance journalière aux offices et une règle de vie austère. Robert de Sorbon est incontestablement animé par un souci pédagogique qui l’emporte sur le souci charitable. Il s’agit d’offrir des conditions d’étude satisfaisantes à ces étudiants. Le collège n’est cependant pas un lieu d’enseignement : les collégiens reçoivent un enseignement donné dans le cadre de l’université. Très vite, Robert de Sorbon se préoccupe de bien doter la bibliothèque de son collège, toujours dans le but d'offrir de bonnes conditions d’étude aux collégiens.
Les étudiants étrangers à Paris ont leurS propres collèges. Ce sont par exemple le collège de Danemark au XIIIe siècle, celui de Suède également au XIIIe siècle. Le mouvement de création de ces collèges se poursuit au XIVe siècle. Dans le reste de la France, peu de collèges sont fondés en raison du faible nombre d'universités. Les deux premiers collèges créés en France méridionale le sont à Toulouse et Montpellier.
En Angleterre, dès l’origine, les collèges sont réservés aux étudiants des facultés supérieures soumis aux études les plus longues et les plus coûteuses. Leur fondation est plus tardive qu’en France : le premier collège, Merton College, apparaît en 1264. Le décalage chronologique entre les deux pays est assez sensible. À Cambridge, le premier collège est fondé en 1284 par l’évêque d’Ely. À Oxford entre les XIIIe et XVe siècles, 9 des 10 collèges ont été fondés par des ecclésiastiques, et tous se trouvent sous autorité ecclésiastique. À Cambridge, les fondations sont par contre le fait de laïcs. L’autorité extérieure est exercée par le chancelier de l’université. Ces collèges sont des institutions autonomes dirigées par l’assemblée des boursiers. Il était initialement prévu qu'une autorité extérieure désigne les membres de ces assemblées, mais dans la pratique les boursiers vont se coopter eux-mêmes. Les boursiers participent activement à la vie du collège. À la fin du XIIIe siècle, le réseau de collège demeure toutefois à peine esquissé. Aucun des collèges séculiers n’abrite d’enseignement, et ils n’abritent qu’une petite minorité des étudiants. Ces communautés de boursiers membres des collèges reçoivent l’enseignement à l’université.

## AuXIVesiècle, multiplication des fondations

### La situation en France
Les collèges fondés en France sont de plus en plus nombreux aux XIVe et au XVe siècles. Les collèges séculiers se multiplient en particulier à Paris. En 1400, on compte à Paris une cinquantaine de collèges. Mais ils ne sont pas fondés dans les seules villes universitaires, on en voit se créer dans les villes capitulaires comme à Soissons par exemple. Deux collèges y sont créés au XIVe siècle pour 100 écoliers au total, recrutés dans la famille du fondateur ou parmi les enfants originaires du pays du fondateur. Les boursiers fréquentent les écoles capitulaires de la ville.
Le plus important collège à Paris à cette époque est celui de Navarre. Jeanne Ire de Navarre, comtesse de Champagne et reine de France a fait inscrire dans son testament de 1305 son projet de collège (voir : Collège de Navarre). Elle souhaitait que des étudiants bénéficient d’un toit et d’une bourse. Ce collège innove par sa dimension : le nombre des boursiers que l’on prévoit d’accueillir est de plus de 70, dont 20 en grammaire, 30 en art et 20 autres en théologie. Une autre originalité est la volonté exprimée par Jeanne de Navarre de faire de son collège un lieu d’enseignement. Elle prévoit ainsi que 3 maîtres enseignants seraient payés pour faire des cours aux boursiers en grammaire, en art et en théologie. Jeanne de Navarre fait par ailleurs une hiérarchisation des apprentissages entre grammaire et art différente de celle en vigueur à l’université. L’institution est mise en place en 1315, mais elle ne correspond pas encore aux vœux de sa créatrice puisqu’elle ne propose pas d’enseignement. Il faut attendre la fin du XIVe siècle pour que le projet soit de fait réalisé. Le collège de Navarre est le premier collège royal fondé à Paris. Il est placé sous l’autorité d’un recteur, lui-même sous l'autorité du doyen et des maîtres en théologie de la faculté de Paris.
Au cours du XIVe siècle, les rois s’intéressent de plus en plus aux collèges. Jean II le Bon, le premier en 1353, fait passer  un collège (le collège Mignon) sous son autorité directe, que ce soit en ce qui concerne le recrutement, l’administration ou la gestion des biens du collège. C’est une initiative nouvelle qui témoigne de l’intérêt du pouvoir royal envers ces institutions. Charles V va réaffirmer la protection royale vis-à-vis des universités. Il conçoit une véritable politique visant à placer les collèges sous le contrôle royal. Le collège de Navarre a attiré son attention ; une série d’ordonnances est produite entre 1369 et 1374, dans lesquelles le roi s’octroie le pouvoir de collation des bourses (c’est-à-dire leur attribution) et s'attribue le titre de gouverneur supérieur du collège. Le collège de Navarre devient le centre du culte universitaire de saint Louis (qui est le saint patron de la dynastie royale). Ce sont autant de signes qui montrent l’intérêt du roi pour ce type d’institutions.
Le principal conseiller de Charles V, Jean Dormans (qui était cardinal) fonde lui aussi un collège. Cette fondation est confirmée par le roi ; ce collège est destiné à recevoir des étudiants en droit qui doivent par la suite servir le pouvoir royal. La tutelle royale s’affirme à partir de Charles V. C’est sous Philippe VI, entre 1328 et 1350, que le plus grand nombre de collèges est fondé. Les fondateurs de ces collèges étaient souvent des gens de l’entourage royal, on peut citer notamment beaucoup de fondateurs issus du conseil du roi. C’est le cas du collège de l’Ave de Maria. Cela témoigne de la volonté du roi d’exercer une tutelle réelle sur les différents collèges parisiens.
Au XIIIe siècle pour les autres collèges, les fondations sont moins nombreuses qu’à Paris. Au XIVe siècle, de la même manière, les fondations sont toujours moins nombreuses. Elles se poursuivent toutefois et notamment à Toulouse. Ces collèges sont parfois fondés par des ecclésiastiques comme le collège de Périgord fondé à Toulouse par Hélie de Talleyrand, évêque de Limoges pour des étudiants en droit. On note également l’apparition de collèges à Montpellier pour les étudiants en médecine, mais également à Avignon et Cahors.

### Les fondations des collèges dans le reste de l’Occident
Des collèges sont également fondés dans le reste de l'Occident. Là aussi, on constate un intérêt royal marqué. C’est le cas par exemple en Angleterre avec Cambridge où le premier collège royal est King’s Hall qui comme le collège de Navarre abrite des étudiants en art ainsi que des étudiants des facultés supérieures. Dans la première moitié du XIVe siècle, d’autres collèges sont fondés à Cambridge, qui en compte 8 en 1400. Les fondateurs sont essentiellement issus de la haute aristocratie, de l’entourage royal.
Les « Halls  » qui apparaissent également en Angleterre sont de simples lieux de résidence installés dans des maisons louées et où les étudiants payent pour leur logement. Ils n'ont donc rien à voir avec les collèges.
En Italie, quelques fondations de collèges ont lieu, comme à Bologne et Padoue, mais le mouvement reste très limité. On peut citer à Bologne le collège d’Espagne fondé par un cardinal espagnol ; à Padoue, le collège a été fondé par un bourgeois pour des étudiants en droit.
Pour l’Espagne, le premier collège est fondé à Salamanque à la fin du XIVe siècle par l’évêque de la ville pour des étudiants en droit canon (au nombre de 6). Un grand collège est fondé au début du XVe siècle par l’archevêque de Séville, c’est le Colegio Mayor destiné aux canonistes et aux théologiens, mais il ne fonctionne qu’à partir de 1417.

## Évolution de l’institution auXVesiècle
Au XVe siècle, l’aspect le plus nouveau est le fait que de façon ponctuelle d’abord puis régulière dès 1430, on voit les collèges abriter des tâches d’enseignement.

### En France
Dans le cas français, le projet de Jeanne de Navarre va enfin être pleinement réalisé. À partir de la fin du XIVe siècle, il y a des maîtres en grammaire, en art et en théologie au sein du collège. Celui-ci devient une institution d’enseignement : les maîtres enseignent dans leurs écoles pour les boursiers du collège. À l’intérieur même du collège, ils assurent des répétitions et dirigent des discussions en complément des cours. Sous le règne de Charles VI, l’activité d’enseignement devient très dynamique au collège de Navarre, avec la création de nouveaux offices dont celui de sous-maître des leçons. Le sous-maître des leçons organise les disputes l’après-midi… Il existe également un sous-maître de grammaire. L’encadrement s’étoffe et l’enseignement s’ouvre également aux non-boursiers. En contrepartie de leur assistance, ils doivent verser une somme d’argent. Le collège de Navarre devient un centre d’enseignement brillant. Ce n’est que lorsque survient la guerre civile en 1418 que l’enseignement dans le collège est remis en cause notamment par le pillage de la bibliothèque.
De la même manière, les grands collèges parisiens suivent la même évolution, en devenant des centres d’enseignement ; c'est le cas par exemple du collège de Robert de Sorbon. Toutefois, les collèges ne peuvent distribuer les grades.

### En Angleterre
On observe en Angleterre la même évolution qu’en France. On y assiste à la mise en place d’activité d’enseignement dans les collèges comme à Paris. Cette activité d’enseignement se développe avec une activité de tutorat. Les tuteurs peuvent être des boursiers du collège. On organise des disputes dans les collèges, notamment pour les étudiants en art qui se préparent au baccalauréat. On admet les étudiants extérieurs contre paiement. Le tutorat ouvre la voie à un véritable enseignement au sein des collèges, sans que toutefois on ne puisse attester avant le XVIe siècle d’un enseignement régulier. Au départ, il n’y a pas dans les collèges de volonté de concurrence de l’université, mais de fait à partir de 1500, les collèges éclipsent l’université.
Dans l’état actuel des études, il est impossible de faire une synthèse sur les questions liées aux collèges. Toutefois, on peut constater des évolutions en France et en Angleterre assez claires et similaires. Les collèges sont à l'origine de simples lieux d’hébergement. Au XIVe siècle, ce sont des institutions fondées de plus en plus par et pour des milieux proches du pouvoir royal. À la fin du XIVe siècle et au milieu du XVe siècle encore, les plus grands d’entre eux deviennent les lieux d’enseignement d’une minorité de boursiers privilégiés. À la fin du XVe siècle, environ 15 % des étudiants à Toulouse et à Paris résident dans des collèges contre 10 % à Oxford. Ces boursiers sont de moins en moins recrutés parmi les étudiants pauvres. Ce sont très souvent des compatriotes ou des membres de la famille du fondateur auxquels s’ajoutent des étudiants extérieurs à l’institution susceptibles de payer les cours.